# Hamac

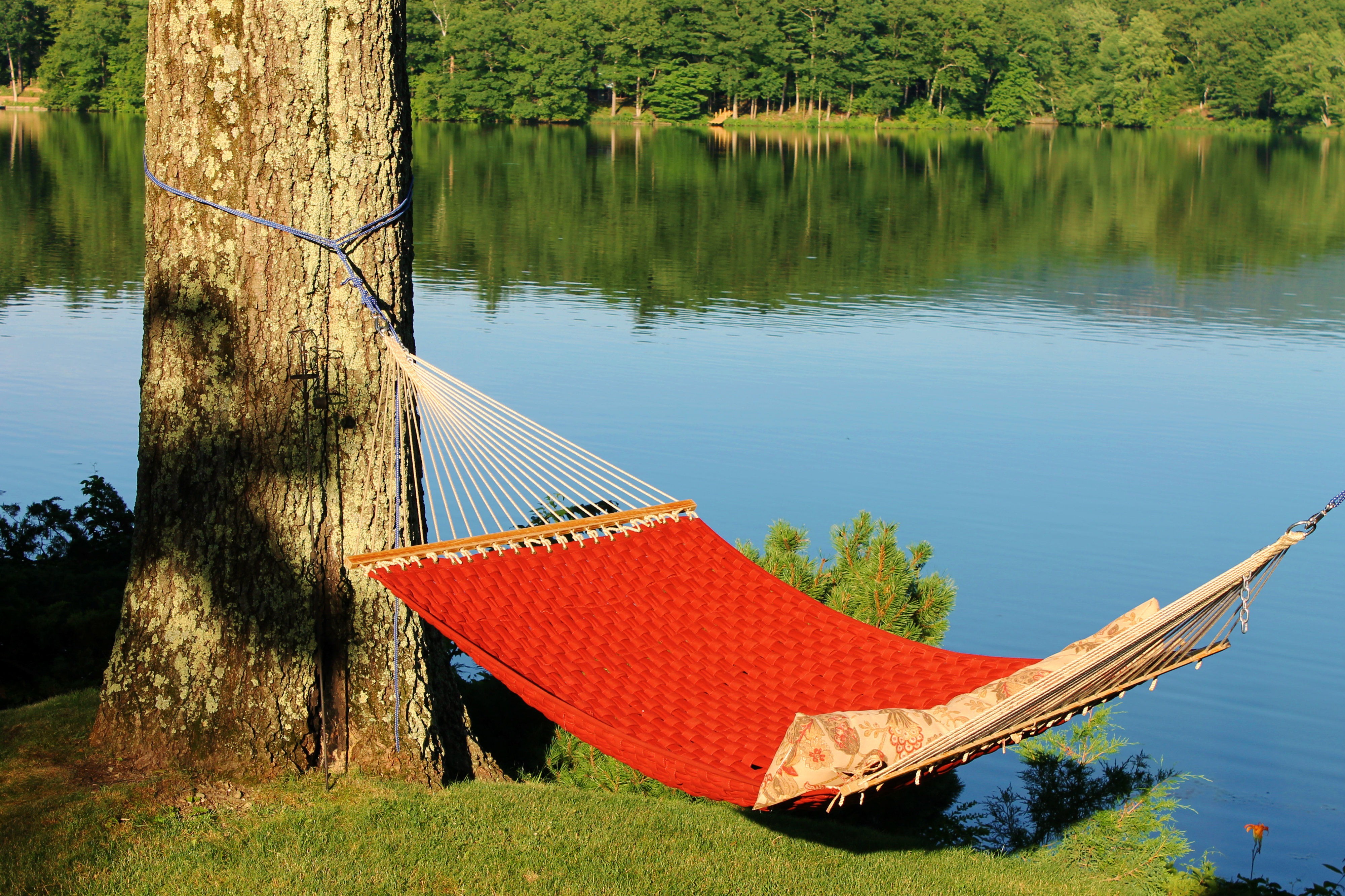
Hamac cu vedere spre lacului

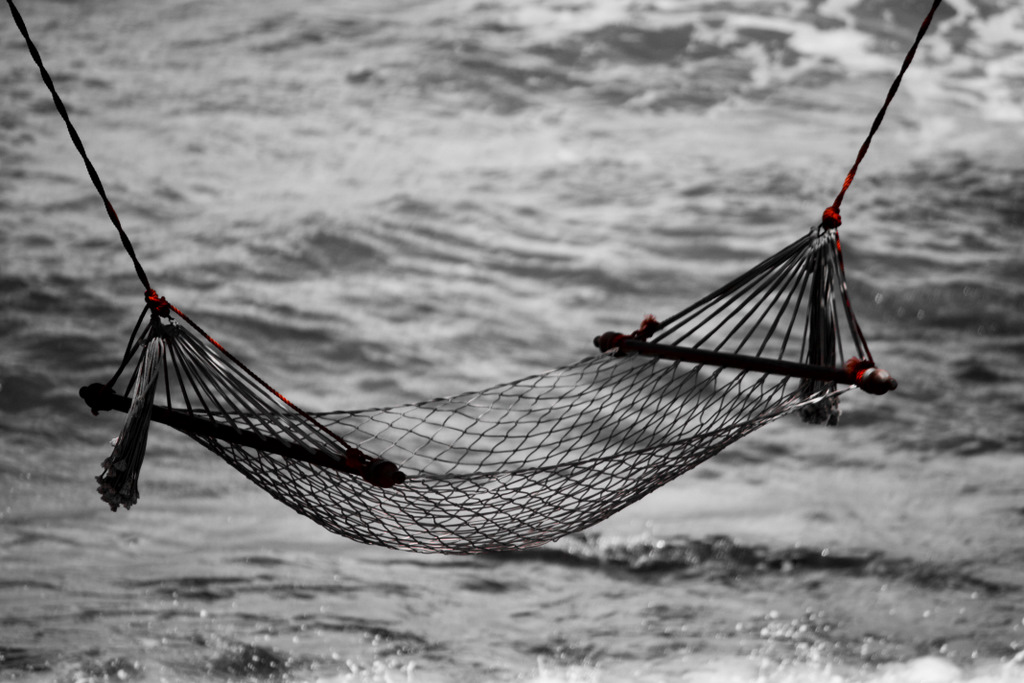
Hamac, lângă plajă

Hamacul (din spaniolă hamaca, împrumutat de la Taino și Arawak hamaka) este un leagăn din țesătură, frânghie sau plasă, suspendat între două sau mai multe puncte, acesta este folosit pentru legănat, dormit sau odihnă. În mod normal este format  din unul sau mai multe panouri de pânză sau o împletitura de sfoară sau frânghie subțire întinsă cu cabluri între două puncte ferme de ancorare, cum ar fi copaci sau stâlpi. Hamacurile au fost dezvoltate de către locuitori nativi din America Centrală și de Sud pentru dormit. Mai târziu, acestea au fost utilizate la bordul navelor de marinari pentru a permite confortul și pentru a maximiza spațiul disponibil, au fost folosite și de exploratori sau de soldați atunci când aceștia călătoreau în regiuni împădurite. În cele din urmă, în anii 1920, părinții din întreaga Americă de Nord  au folosit hamace din material să susțină copiii pentru a învăța să meargă de-a bușilea. Astăzi, ele sunt populare în întreaga lume pentru relaxare; ele sunt, de asemenea, utilizate și pentru camping și excursii, acestea oferind un pat confortabil și ușor de transportat. Hamacul este adesea văzut ca un simbol al verii, relaxării și a unui stil de viață ușor.

## Istoria

### Europa

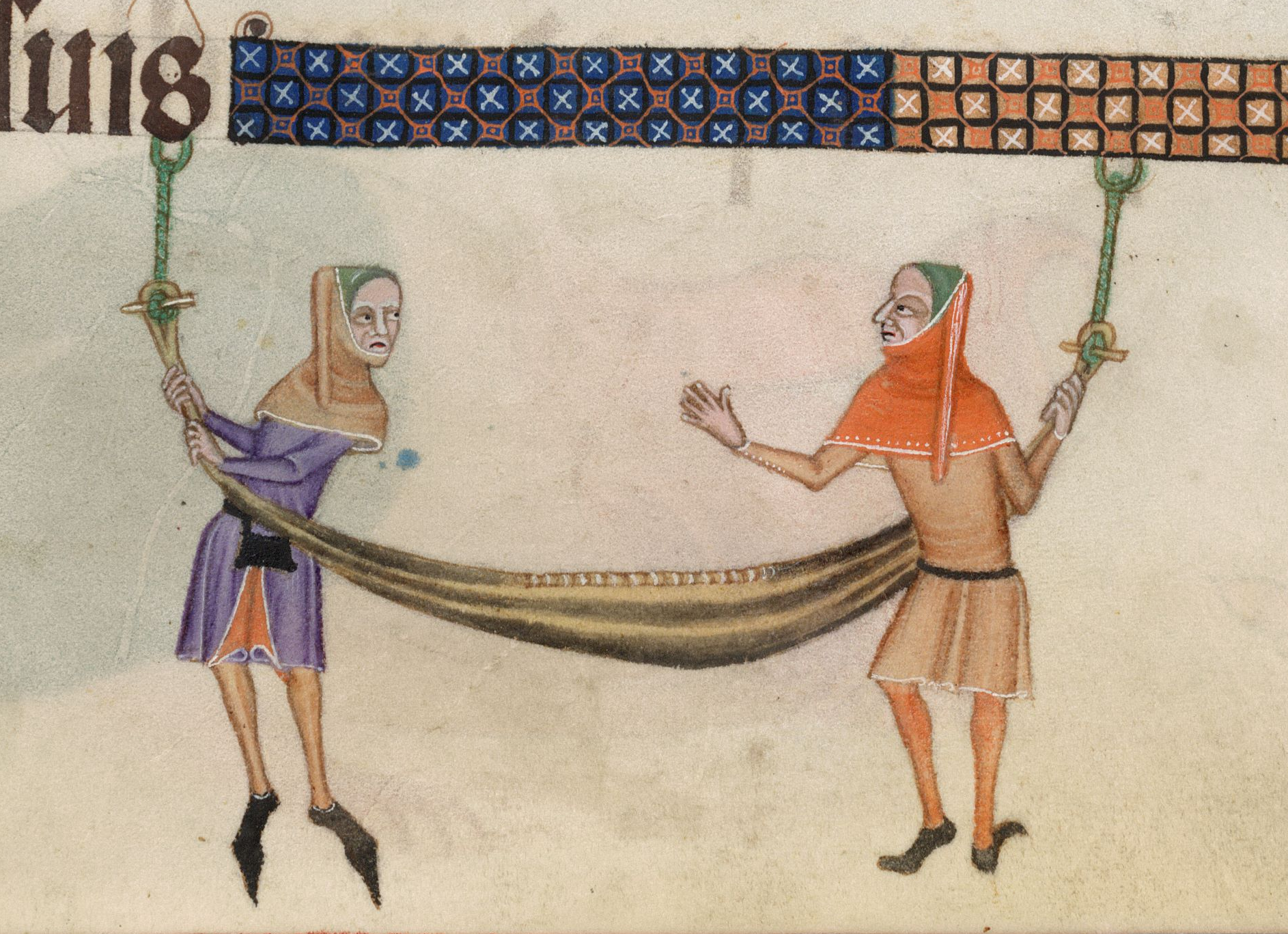
Hamac în Psaltirea Luttrell (c. 1330)

Un hamac este înfățișat în Psaltirea Luttrell care este datat în jurul anului 1330. Miniatura din manuscrisul medieval al Angliei dovedește existența unor hamace în Europa înainte de descoperirea Americii de către Cristofor Columb.

### Primul contact al europenilor

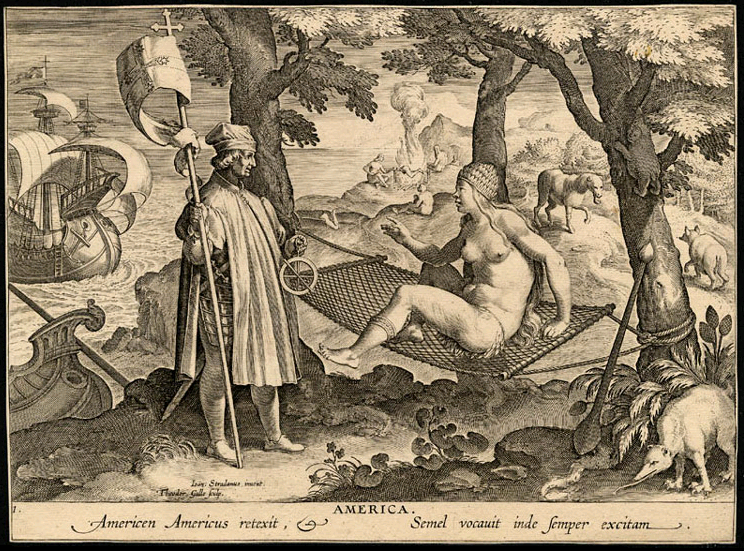
Hamac ca o pictogramă de America însăși:
gravură de Theodor Galle după Stradanus, ca 1630

Coloniștii spanioli au remarcat utilizarea hamacului de către Nativi Americani, în special în Indiile de Vest, în momentul cuceririi spaniole.
Columb, în povestea sa despre primul său voiaj, a spus: "Un mare număr de Indieni în canoe  au venit la navă pentru, cu scopul de a face troc cu bumbac, și hamacas, sau plase, în care ei dormeau."
Se presupune ca originea cuvantului hamac provine din Taino, grupul Arawakan, populatie de indigeni din zona Caraibelor si a Floridei. In limba vorbita de aceste triburi, cuvantul folosit pentru hamac insemna plasa tesuta sau plasa de peste.

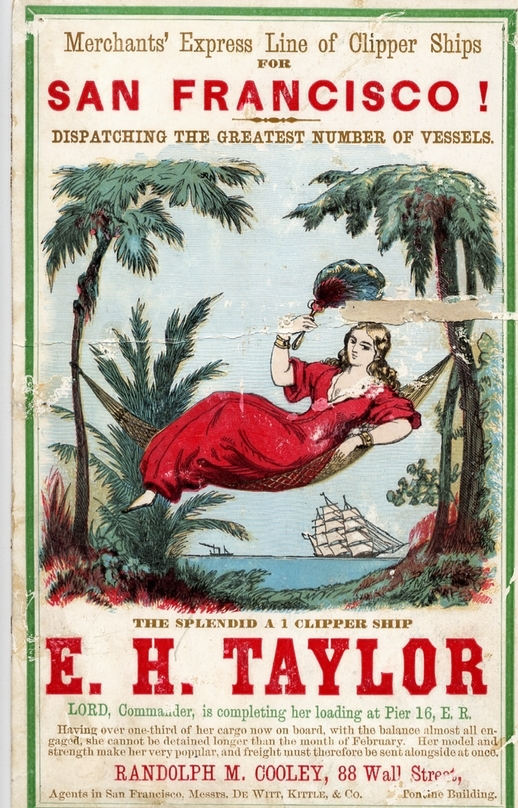
Un hamac într-o corabie.

 Hamacurile timpurii au fost țesute din coajă de copac, iar mai târziu acest material a fost înlocuit cu fibre de sisal, deoarece era mai des.Unul dintre motivele pentru care hamacurile au devenit populare în America Centrală și de Sud a fost capacitatea lor de a oferi siguranță de la transmiterea bolilor, intepaturi de insecte sau mușcături de animale. Prin suspendarea paturilor deasupra solului, locuitorii erau mai bine protejați de șerpi, mușcături de furnici și alte creaturi dăunătoare.

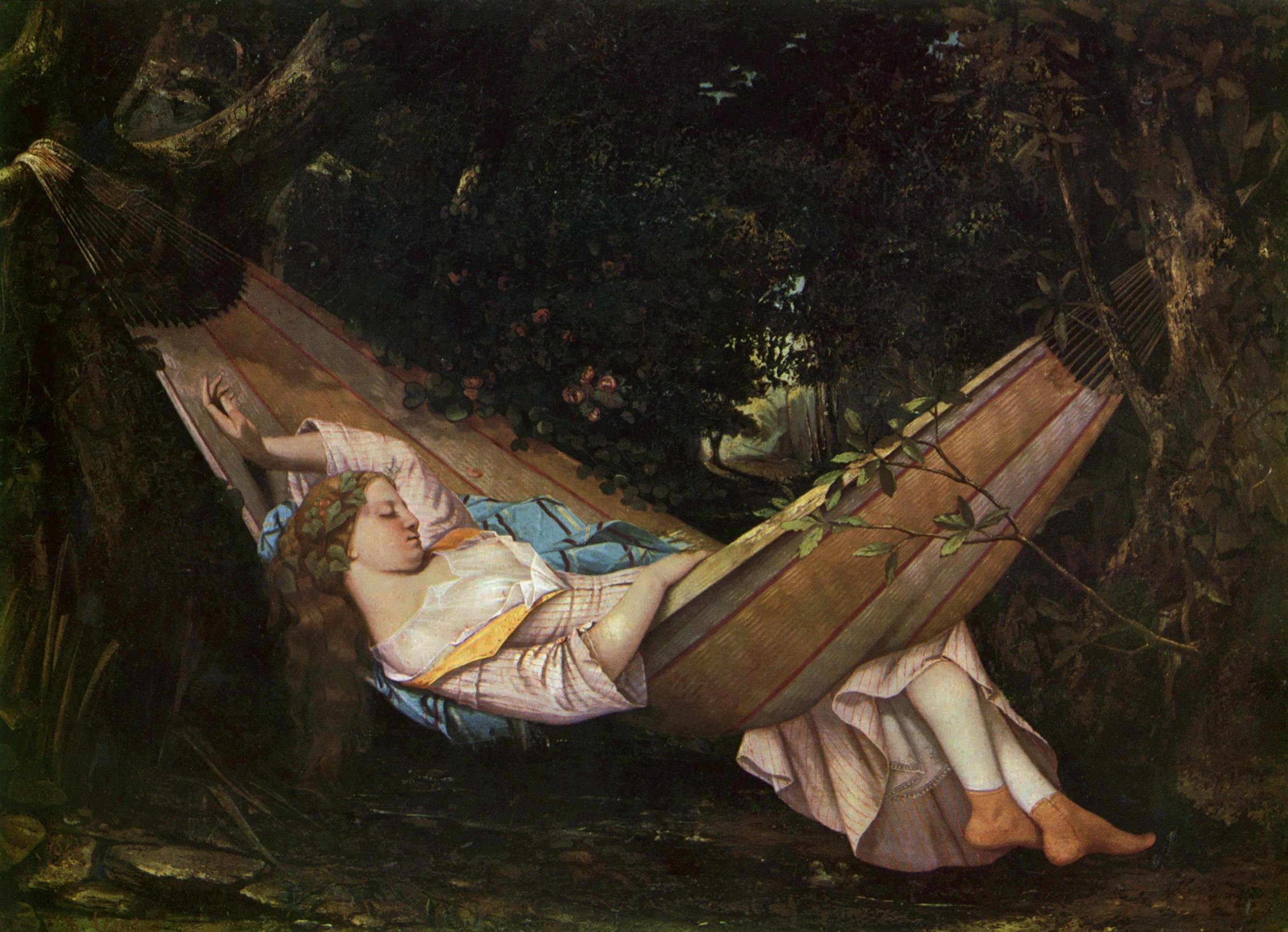
Visul, 1844,
Gustave Courbet (1819-1877)

Originea hamacului din America este adesea ascunsă în sursele de limbă engleză de la sfârșitul secolului al XVIII-lea. Samuel Johnsona susținut că cuvântul hamac era de origine Saxon. Această etimologie a fost în curând dezvăluită, iar sursele din secolul al XIX-lea au atribuit invenția politicianului atenian Alcibiade. Acest lucru a fost dedus de la Plutarh, care a scris că Alcibiades avea patul suspendat cu funii, dar nu la descris în mod specific ca o plasă sau o sforă. Câteva surse europene menționează utilizarea istorică a curelelor de pânză ca scaune de transport, dar nu ca paturi obișnuite.

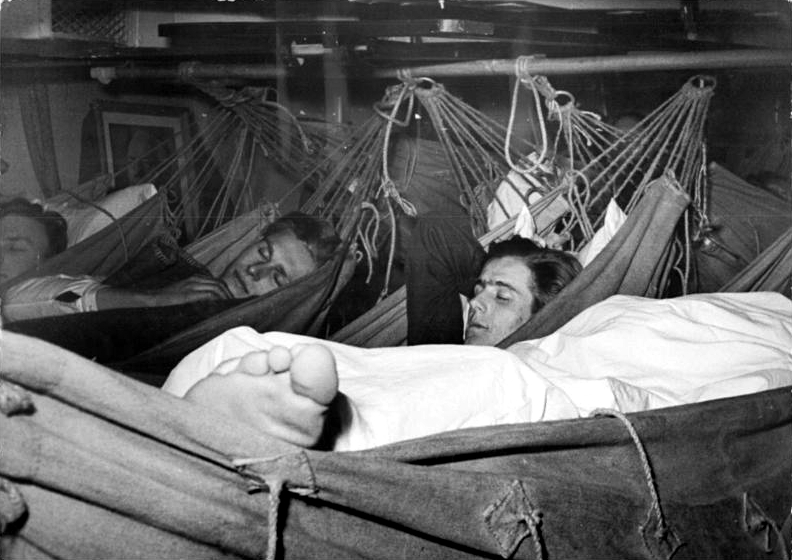
Est-German nava-școală echipajul este în hamace, 1951.

### Hamacurile folosite pe nave
În jurul anului 1590, hamacurile au fost adoptate pentru a fi utilizate în navele de navigație; Royal Navy a adoptat în mod oficial hamacul din pânză în 1597. La bordul navei, hamacurile erau folosite în mod regulat pentru marinari dormind pe punțile de arme ale navelor de război, unde spațiul limitat a împiedicat instalarea unor paturi supraetajate.Din moment ce un hamac se deplasează în concert cu mișcarea navei, ocupantul nu este în pericol să fie aruncat pe punte (care poate fi la 5 sau 6 picioare mai jos) în timpul umflăturilor sau mărilor agitate. De asemenea, un hamac oferă un somn mult mai confortabil decât un pat, fiindcă persoana care doarme se află într-un perfect echilibru, indiferent de mișcare navei.Înainte de adoptarea hamacelor navale, marinarii erau  adesea răniți sau chiar uciși, deoarece ei cădeau din paturile lor sau se rostogoleau pe punțile navelor, în timpul furtunilor sau atunci când marile erau agitate. Partea laterală a hamacurilor navale tradiționale de pânză se înfășoară în jurul persoanei care dormea si forma un fel de  cocon, făcând o cădere neașteptată practic imposibilă. Format:Or
Hamacele au fost folosite de asemenea și pe navele spațiale datorită spațiului mic pe care îl aveau. În timpul programului Apollo, Modulul Lunar a fost echipat cu hamace pentru comandantul și pilotul modulului lunar, să doarmă între moonwalks.

### Hamacurile Mexicane și Maya
În Mexic, hamace sunt făcute în satele din jurul capitalei din Yucatán, Mérida, și sunt vândute în întreaga lume, precum și la nivel local. Ei nu au făcut parte din epoca Clasică a civilizatiei Maya; ei au declarat că au ajuns în Yucatan din Caraibe mai puțin de două secole înainte de cucerirea spaniolă. În plus față de scoarță și sisal, hamacele au fost construite din diverse materiale, inclusiv frunze de palmier. Calitatea hamacurilor native și moderne depinde în mare măsură de calitatea materialului, de fir și de numărul de fire utilizate. Hamacurile maya se fac pe un război de țesut și sunt țesute manual de bărbați, femei și copii. Hamacurile sunt elemente simbolice și culturale pentru Yucatecas chiar și cele mai umile case au cârlige pentru hamac în pereți.